# 1994년 동계 올림픽 버뮤다 선수단
1994년 동계 올림픽 버뮤다 선수단은 노르웨이 릴레함메르에서 개최된 1994년 동계 올림픽에 참가한 올림픽 버뮤다 선수단이다.

## 루지
- 시몬 패인
  - 남자 1인승: 3:30.637 - 30위

## 참조
- 올림픽 공식 결과 보관됨 2012-02-04 - 웨이백 머신